# Леб'яжівський округ
Леб'я́жівський округ (рос. Лебяжьевский округ) — муніципальна одиниця Курганської області Російської Федерації.
Адміністративний центр — смт Леб'яже.

## Історія
30 травня 2018 року були ліквідовані Калашинська сільська рада (територія приєднана до складу Баксарської сільської ради), Балакульська сільська рада та Дубровинська сільська рада (території приєднані до складу Єлошанської сільської ради).
10 грудня 2020 року Леб'яжівський район перетворено в Леб'яжівський округ, при цьому були ліквідовані усі поселення.

### Колишні поселення
| Поселення                       | Площа до 2018 року, км² | Площа після 2018 року, км² | Центр       |
| ------------------------------- | ----------------------- | -------------------------- | ----------- |
| Леб'яжівська селищна рада       | 53,48                   | 53,48                      | Леб'яже     |
| Арлагульська сільська рада      | 179,18                  | 179,18                     | Арлагуль    |
| Баксарська сільська рада        | 88,30                   | 254,64                     | Центральне  |
| Балакульська сільська рада      | 105,30                  | -                          | Балакуль    |
| Дубровинська сільська рада      | 145,63                  | -                          | Дубровне    |
| Єлошанська сільська рада        | 185,48                  | 436,41                     | Єлошне      |
| Калашинська сільська рада       | 166,34                  | -                          | Калашне     |
| Комишинська сільська рада       | 149,69                  | 149,69                     | Комишне     |
| Лисьєвська сільська рада        | 322,56                  | 322,56                     | Лисьє       |
| Лопатинська сільська рада       | 351,27                  | 351,27                     | Лопатки     |
| Менщиковська сільська рада      | 146,02                  | 146,02                     | Менщиково   |
| Налимовська сільська рада       | 106,22                  | 106,22                     | Налимово    |
| Нижньоголовинська сільська рада | 121,47                  | 121,47                     | Головне     |
| Першолеб'яжівська сільська рада | 139,62                  | 139,62                     | Леб'яже 1-е |
| Плосківська сільська рада       | 232,65                  | 232,65                     | Плоске      |
| Прилогинська сільська рада      | 168,92                  | 168,92                     | Прилогино   |
| Річнівська сільська рада        | 203,07                  | 203,07                     | Річне       |
| Хуторська сільська рада         | 128,05                  | 128,05                     | Хутори      |
| Черьомушкинська сільська рада   | 184,21                  | 184,21                     | Черемушки   |

## Населення
Населення округу становить 13706 осіб (2017; 16557 у 2010, 21178 у 2002).

## Склад
| Населений пункт               | Населення, осіб (2002) | Населення, осіб (2010) |
| ----------------------------- | ---------------------- | ---------------------- |
| Александровка, присілок       | 71                     | 33                     |
| Арлагуль, село                | 427                    | 370                    |
| Баксари, присілок             | 103                    | 61                     |
| Баксари, селище               | 31                     | 9                      |
| Балакуль, село                | 314                    | 214                    |
| Білянино, присілок            | 227                    | 148                    |
| Бочаговка, присілок           | 136                    | 86                     |
| Велике Мохове, присілок       | 316                    | 164                    |
| Верхньоглибоке, присілок      | 483                    | 457                    |
| Головне, село                 | 457                    | 338                    |
| Дубровне, село                | 353                    | 249                    |
| Єлошне, село                  | 953                    | 648                    |
| Желтики, присілок             | 243                    | 183                    |
| Золотово, присілок            | -                      | -                      |
| Калашне, село                 | 353                    | 244                    |
| Комишне, село                 | 414                    | 407                    |
| Коопзвірпромхоза, селище      | 43                     | 15                     |
| Копайське 1-е, присілок       | 4                      | -                      |
| Кравцево, селище              | 62                     | 19                     |
| Красна Горка, присілок        | 152                    | 91                     |
| Кузинка, присілок             | 128                    | 70                     |
| Кузнецово, присілок           | 112                    | 62                     |
| Кукушкино, присілок           | 174                    | 125                    |
| Леб'яже, селище міського типу | 6891                   | 6452                   |
| Леб'яже 1-е, присілок         | 568                    | 496                    |
| Лисьє, село                   | 742                    | 487                    |
| Лопатки, село                 | 1642                   | 1108                   |
| Малий Арлагуль, присілок      | -                      | -                      |
| Менщиково, село               | 264                    | 176                    |
| Налимово, село                | 500                    | 336                    |
| Нижньоглибоке, присілок       | 16                     | 3                      |
| Новощетниково, присілок       | 81                     | 79                     |
| Острівне, присілок            | 318                    | 112                    |
| Песьяне, присілок             | 408                    | 347                    |
| Плоске, село                  | 386                    | 249                    |
| Прилогино, село               | 367                    | 321                    |
| Річне, село                   | 530                    | 395                    |
| Світле, присілок              | 93                     | 38                     |
| Слободчики, присілок          | 33                     | 11                     |
| Старощетниково, присілок      | 82                     | 64                     |
| Суєрська, присілок            | 160                    | 118                    |
| Урожайна, присілок            | 60                     | 21                     |
| Фрунзе, присілок              | 84                     | 51                     |
| Худяково, присілок            | 133                    | 33                     |
| Хутори, село                  | 540                    | 447                    |
| Центральне, село              | 851                    | 654                    |
| Чаєшне, присілок              | 81                     | 43                     |
| Черемушки, село               | 623                    | 413                    |
| Черешково, присілок           | 70                     | 45                     |
| Юдино, присілок               | 109                    | 65                     |